# Шляпа, полная дождя
«Шляпа, полная дождя» (англ. A Hatful of Rain) — американский драматический фильм режиссёра Фреда Циннемана, который вышел на экраны в 1957 году.
Фильм рассказывает о молодом мужчине, герое Корейской войны Джонни Поупе (Дон Мюррей), который в госпитале пристрастился к наркотикам, однако скрывает свою пагубную страсть от всех, кроме родного брата Поло (Энтони Франчоза), который из жалости даёт ему деньги. Наркотическая зависимость Джонни приводит к тому, что он не может закрепиться ни на одной работе, к разрушению отношений с любимой беременной женой (Ева Мари Сэйнт), к проблемам с родным отцом (Ллойд Нолан), а также к серьёзным проблемам с наркоторговцами, избивающим его и открыто толкающими его на преступление ради покрытия долга.
Фильм основан на одноимённой пьесе Майкла В. Гоццо, которая с успехом шла на Бродвее в 1955—1956 годах. Это был первый фильм на тему о наркотической зависимости, который был выпущен в рамках Производственного кодекса, реформированного после фильма «Человек с золотой рукой» (1955).
Фильм получил единодушно высокие оценки критики, отметившей остроту поставленной тематики, хорошую режиссёрскую работу и отличную актёрскую игру исполнителей главных ролей.
Актёр Энтони Франчоза был номинирован на «Оскар» как лучший актёр в главной роли.

## Сюжет
Немолодой мужчина Джон Поуп (Ллойд Нолан) прилетает из Палм-Бич, Флорида, в Нью-Йорк, чтобы повидаться с двумя своими взрослыми сыновьями — Джонни Поупом (Дон Мюррей) и Поло Поупом (Энтони Франчоза), а также получить у Поло 2500 долларов, которые тот обещал в случае, если у отца возникнет в них потребность. Джон удивлён тем, что Джонни, который должен был встретить его в аэропорту, так и не приехал, и отец самостоятельно добирается до квартиры сына. Джонни живёт вместе с беременной женой Силией (Ева Мари Сэйнт) и братом Поло в недорогом социальном доме рядом с Бруклинским мостом. Джонни служил на Корейской войне, где в течение 14 дней скрывался от врага в пещере, существенно подорвав своё здоровье. После этого он проходил курс лечения в армейском госпитале. С войны он вернулся героем, о котором писали в прессе, и получил квартиру.
Дверь Джону открывает Силия, которая удивлена тем, что Джонни не встретил отца в аэропорту. Джон-старший решает сразу покончить с делами, и направляется на работу к Поло с один из второсортных баров неподалёку. По дороге отец встречает Джонни, отмечая его нездоровый вид. Вместе они приходят к Поло, где отец рассказывает, что решил, наконец, воплотить свою мечту и купить собственный бар в Палм-Бич. Он уже просчитал все расходы, и ему не хватает как раз 2500 долларов на обустройство помещения. Поло однако заявляет, что у него этих денег нет, и при молчании Джона отказывается сказать, на что он их потратил. Это злит Джона-старшего, который отказывается разговаривать с Поло и уходит. Расстроенный таким отношением отца, Поло напивается в собственном баре и лишь поздно вечером возвращается домой. В его отсутствие Джон-старший рассуждает перед Джоном и Силией о том, насколько хорош его сын Джон, достойно отслуживший в армии, женатый на прекрасной девушке, имеющий достойную работу и квартиру, в которой он сделал значительную часть мебели своими руками. Одновременно отец негативно отзывается о Поло, который снимает комнату у своего брата, не женат и не имеет перспектив на работе.
Отец и Силия не знают о том, что Поло постепенно передал все 2500 долларов Джонни на приобретение наркотиков, к которым тот пристрастился во время лечения в госпитале. Отец также не знает о том, что Джонни не в состоянии закрепиться ни на одной работе, куда устраивался в последнее время. При этом Джонни часто подолгу отсутствует дома без объяснения причин, а иногда и вовсе не приходит ночевать. Подозревая, что у Джонни появилась другая женщина, отчаявшаяся Силия уже готова с ним развестись. Когда отец и Силия разговаривают с Джонни дома, к нему заходит наркодилер по имени Мама (Генри Сильва) вместе со своими подручными Эпплсом (Уильям Хикки) и Чёрчем (Джеральд С. О’Лафлин). Они вызывают Джонни на лестничную клетку, где избивают за то, что тот не отдаёт накопившийся долг в 500 долларов. Они ставят Джонни жёсткое условие выплатить завтра минимум 300 долларов долга, или они донесут на него как на наркомана. Джонии умоляет подождать ещё день, пока уедет отец. Мама же вместо этого даёт Джонни одну дозу и пистолет, требуя, чтобы тот достал деньги этой ночью. После отъезда отца в гостиницу Джонни снова ссорится с Силией, которая обвиняет его в том, что он полностью потерял к ней интерес. Джонни уходит в город, совершая несколько попыток с помощью пистолета ограбить ночных прохожих, однако не может довести дело до конца. Тем временем домой возвращается сильно пьяный Поло. После ухода Джонни он остаётся с Силией наедине, признаваясь ей в любви. От чувства одиночества и отчаяния она почти готова ответить ему взаимностью. Тем не менее, она сдерживает себя, говоря Поло, что чтобы избежать соблазна в дальнейшем, тому лучше снять комнату в другом месте.
Утром Джонни возвращается домой, и у него снова начинается ломка. Ему нужно срочно встретиться с дилером, чтобы привести себя в норму, однако отец требует, чтобы он с ним позавтракал, а затем вместе сходил на футбол. После того, как Поло забирает из ремонта машину, Джонни уговаривает его вместе заехать к знакомому наркодилеру. Когда встреча с дилером срывается, Джонни уговаривает Поло поехать к отцу, чтобы тот помирился с ним. Поло соглашается, однако отец всё ещё зол на него и отказывается разговаривать. После ухода Поло Джонни всё-таки удаётся убедить отца, чтобы тот ради примирения с любящим сыном, сходил с Поло на футбол. Поло везёт Джонни домой, который угрозами выброситься из машины заставляет Поло отвезти его на встречу с дилером. Когда они подъезжают к назначенному месту встречи с дилером, того арестовывает полиция. Дома у Джонни начинается жестокая ломка с галлюцинациями. Как раз в тот момент Мама со своими людьми приезжает, чтобы получить с Джонни долг. Узнав, что Джонни не достал денег, они дают ему ещё одну дозу в обмен на 12 долларов, которые забирают из бумажника Поло. Увидев, что у Поло есть машина, они предлагают её продать, чтобы покрыть долг Джонни в 500 долларов.
После ухода наркодилеров Поло уговаривает Джонни признаться Силии в том, что он наркоман. После приёма дозы состояние Джонни сразу же улучшается, и он решает устроить свои отношения с Силией, приготовив для неё романтический ужин. Однако когда она приходит с работы домой, то заявляет, что больше не любит его и просит развод. Только тогда он наконец сознаётся ей, что стал наркоманом, и что его частое отсутствие было вызвано не невниманием к ней, а потребностью достать наркотики. Добрая Силия забывает о разводе и решает помочь мужу. Когда отец и Поло приезжают на ужин, Джонни при всех за столом объявляет, что он наркоман, и что 2500 долларов Поло были потрачены на наркотики для него. Шокированный отец приходит от этого сообщения в ярость. Начинается очередная бурная сцена, в результате которой Джонни, у которого снова начинается ломка, убегает из квартиры. От волнений беременной Силии становится плохо, и Джон-старший вместе с Поло срочно отвозят её в больницу. К счастью, выясняется, что здоровью Силии и ребёнка ничего не угрожает. Оставив отца в больнице, Поло отправляется в магазин подержанных автомобилей, где продаёт свою машину. Когда он возвращается домой, то застаёт там Джонни и Маму с компанией, которые снова угрожают Джонни. Поло достаёт из кошелька 500 долларов и гасит долг брата. Удовлетворённые наркодилеры перед уходом дают Джонни пакетик с наркотиком, однако он отказывается его взять. У Джонни снова начинается ломака, и он поднимается на Бруклинский мост, думая о том, чтобы покончить с собой. Однако в итоге он выбрасывает пистолет в реку и возвращается домой. К этой времени уже вернулись Силия с Джоном-старшим, которые изъявляют готовность сделать всё, чтобы спасти Джонни. Силия просит всех удалиться, после чего накрывает одеялом скрючившегося Джонни и звонит в полицию, чтобы мужа забрали и положили в больницу.

## В ролях
- Дон Мюррей — Джонни Поуп
- Ева Мари Сэйнт — Силия Поуп
- Энтони Франчоза — Поло Поуп
- Ллойд Нолан — Джон Поуп-старший
- Генри Сильва — Мама
- Джеральд С. О’Лафлин — Чёрч
- Уильям Хикки — Эпплс
- Пол Крюгер — бармен
- Ральф Монтгомери — зритель
- Майкл Вейл — таксист
- Арт Флеминг — конный полицейский

## Создатели фильма и исполнители главных ролей
Режиссёр Фред Циннеман был одним из наиболее признанных режиссёров своего времени. Как режиссёр он был пять раз номинирован на премию «Оскар» за фильмы «Поиск» (1948), «Ровно в полдень» (1952), «История монахини» (1959), «Бродяги» (1960) и «Джулия» (1977), а также завоевал «Оскар» за фильмы «Отныне и вовеки веков» (1953) и «Человек на все времена» (1966). Кроме того, как продюсер он был номинирован на «Оскар» за фильм «Бродяги» (1960) и получил «Оскар» за фильм «Человек на все времена» (1966).
Дон Мюррей сыграл в кино в таких фильмах, как «Автобусная остановка» (1964), «Холостяцкая вечеринка» (1957), «Из ада в Техас» (1958) «Пожмите руку дьяволу» (1959), «Совет и согласие» (1962). Со временем Мюррей стал больше работать на малом экране, где более всего известен по вестерну «Изгои» (1968—1969, 26 эпизодов) и прайм-таймовой мыльной опере «Тихая пристань» (1979—1982, 34 эпизода). В 2017 году он сыграл в 8 эпизодах телесериала «Твин Пикс» (2017).
Энтони Франчоза помимо этой картины известен по фильмам «Лицо в толпе» (1957), «Долгое жаркое лето» (1958), «Карьера» (1959), «На той стороне 110-й улицы» (1972) и «Дрожь» (1982). Франчоза также добился успеха на телевидении, сыграв главные роли в сериалах «Валентинов день» (1964—1965, 34 эпизода), «Наименование игры» (1968—1970, 17 эпизодов), «Поиск» (1972—1973, 23 эпизода) и «Мэтт Хелм» (1975—1976, 14 эпизодов).
Ева Мари Сэйнт сыграла главные женские роли в таких значимых фильмах, как «В порту» (1954), который принёс ей «Оскар» за лучшую роль второго плана, «На север через северо-запад» (1959), «Исход» (1960), «Все ошибаются» (1962) и «36 часов» (1964).

## История создания фильма
В 1955 году вышел фильм Отто Премингера «Человек с золотой рукой» (1955), который, по словам историка кино Джея Стейнберга, «опрокинул державшееся в Голливуде целое поколение табу на изображение наркотической зависимости на экране». После этого фильма многие студии сразу же взялись за «разработку драматического потенциала этой спорной и острой темы».
В частности, студия Twentieth Century Fox обратилась к недавно поставленной на Бродвее драме «Шляпа, полная дождя», которая получила восторженные отзывы, как одна из лучших пьес, когда либо созданных на тему о наркозависимости. Пьеса шла на Бродвее в период с ноября 1955 года по октябрь 1956 года, выдержав 398 представлений. В бродвейской пьесе играли такие признанные актёры, как Бен Газзара в роли Джонни, Энтони Франчоза, будущая жена Франчозы Шелли Уинтерс в роли Силии и Генри Сильва в роли Мамы. Франчоза и Сильва повторили свои бродвейские роли в фильме.
Вскоре после бродвейской премьеры спектакля студия Twentieth Century Fox купила права на экранизацию пьесы Майкла Винченцо Гаццо, предложив взяться за её экранизацию режиссёру Фреду Циннеману. Циннеман хотел, чтобы сценарий фильма написал Карл Форман, который в то время был внесён в чёрный список и не мог работать в Голливуде. Тем не менее Форман тайно выполнил переложение пьесы Гоццо для кино. В изначальном варианте картины имя Формана в титрах указано не было. Однако в 1998 году усилиями Гильдии сценаристов Америки справедливость была восстановлена, и имя Формана появилось в титрах картины.
В то время Администрация Производственного кодекса запрещала производить фильмы на тему наркотиков. В декабре 1956 года, частично в ответ на острую дискуссию, сопровождавшую фильм Премингера «Человек с золотой рукой», Производственный кодекс был пересмотрен, в результате чего наркотики стали разрешённой темой для фильмов. «Шляпа, полная дождя» стал первым из трёх фильмов, произведённых по пересмотренному Производственному кодексу.
В своей автобиографии Циннеман вспоминал о том, как он и Мюррей исследовали жизнь наркоманов в Нью-Йорке: «Отряд по борьбе с наркотиками брал нас в самые горячие точки днём и глубоко ночью, чтобы мы могли изучить многие вещи и сделать для себя заметки, которые в дальнейшем имели огромную ценность. Самым мучительным опытом было наблюдение за пациентами в исправительной больнице на острове Райкерс, где проходили лечение наиболее тяжёлые пациенты».
Согласно материалам студии, в надежде привлечь более широкую аудиторию студия сменила место действия пьесы с трущоб на социальное жильё. Показанная в пьесе семья была итало-американцами низшего класса, в то время как в фильме семья относится к рабочему классу без определённой этнической принадлежности.
Натурные съёмки проходили в Нью-Йорке в Жилом квартале памяти Альфреда Е. Смита в Ист-Сайде и у Бруклинского моста.
Циннеман был не в восторге от решения студии снимать фильм в формате CinemaScope, в котором снимались все картины Fox того периода. Помимо сомнительной приемлемости этого формата для такой интимной темы, режиссёр был категорическим противником «этого нелепого формата, похожего на удлинённый пластырь. Это, как правило, приводило к неудаче режиссёра в выборе той точной позиции, с которой он бы хотел, чтобы смотрели зрители; вместо этого глаза зрителей блуждали по этим акрам экрана… Я помню, как потратил много времени на изобретение больших фрагментов переднего плана, чтобы закрыть по крайней мере одну треть экрана».

## Оценка фильма критикой
Кинокритик Босли Краузер написал в «Нью-Йорк таймс» после выхода фильма на экраны: «ужасная, действительно, отталкивающая тема наркотической зависимости, долгое время запретная в кино, пока в Производственный кодекс экрана не были внесены последние изменения, получила честное рассмотрение в этом фильме». По словам критика, в фильме показана «мучительная картина того, что значит для человека быть рабом дурманящей привычки — чего это стоит в деньгах, в муках и в боли для тех, кого он любит». По мнению Краузера, «наиболее сильным из достижений фильма является эмоциональная напряжённость, которую он создаёт, внимательно и откровенно прослеживая поведение молодого женатого мужчины, попавшего в ловушку наркотической зависимости». Фильм раскрывает эту напряжённость через «разрушительные контакты наркомана с „продавцами“, от которых он получает наркотики; через его любящего брата, который знает о его тяжёлом положении и тайно, но тщетно пытается помочь ему; через его любящего отца, который не знает или не понимает того, что происходит с сыном, и через его беременную жену, которая также не знает о его зависимости и сбита с толку его странным поведением». Как отмечает Краузер, всё «это так поставлено мистером Циннеманом и исполнено отличным актёрским составом, что раскрывается каждая идея и каждый нюанс истории. В жёстком чёрно-белом визуальном ряде, который использовал Циннеман, персонажи смотрятся искренне, в состоянии эмоциональной наготы. Они честно прописаны на фоне недорогого социального жилья в Нью-Йорке и кружатся в холодных, безличных водоворотах ветреных улиц Ист-Сайда». По мнению Краузера, «это замечательный, отрезвляющий фильм».
Журнал Variety в своей рецензии отметил, что это «первый фильм на тему о наркозависимости, получивший ещё до своего появления согласие цензурного Производственного кодекса». Как отмечается в рецензии, «это не просто история наркомана. Она также со знанием дела и тонко затрагивает вопросы семейных взаимоотношений». В картине проводится мысль о том, что «люди, которые оказываются вовлечёнными в наркотическую паутину, в принципе порядочные живые существа. История вращается вокруг их реакций, когда один из них оказывается наркоманом». Подводя итог, рецензент пишет, что «Майкл В. Гаццо превратил свою бродвейскую пьесу в острую и захватывающую кинодраму».
Современный кинокритик Ричард Гиллиам отметил, что фильм предлагает «необычайно резкий взгляд на последствия наркомании» и «содержит некоторые из наиболее интенсивных по динамике семейных историй». Как продолжает Гиллиам, «очень мрачный — даже для такого пессимистичного режиссёра, как Фред Циннеман — фильм делает сильное заявление против наркомании, не поддаваясь примитивной пропаганде, которая часто губит истории подобного рода». Как отмечает другой современный критик Джей Стейнберг, «к сожалению, картина не принесла особого кассового успеха после своего выхода на экраны, но дала целую серию потрясающих актёрских работ и очень сильно донесла нелицеприятную историю Гаццо для последующих поколений». В рецензии журнала TV Guide, отмечается, что фильм рассказывает «о боли и жестокости, которые порождает наркозависимость». По мнению автора статьи, «история о наркомане сильно выигрывает от того, что сосредоточена на семейных отношениях». По мнению Майкла Кини, «этот фильм с хорошей актёрской игрой даёт мрачную, реалистичную картину страданий, которые наркоманы причиняют себе и своим близким».

## Оценка содержания фильма
Как написал Краузер, примечательно, что сценаристы и режиссёр картины «не стали акцентировать внимание на более впечатляющих аспектах личного порабощения наркотиками, таких как ужасные спазмы, которые сопровождают наркотический голод, и особенно те моменты, когда вещество попадает в кровь». Как полагает критик, очевидно, создатели фильма «рассчитали, что именно из этих вещей делаются сенсационные мелодрамы, а не подлинные и хорошо продуманные трагедии». Кроме того, критик отмечает, что «авторы избегали изучения наркотрафика за пределами уровня жестоких и бессердечных „продавцов“, которые продают „лекарства“ беспомощным наркоманам за огромные суммы». При этом Краузер считает, что стоило показать, каким образом «их герой, симпатичный парень, стал зависимым от наркотиков; что происходит с ним, его отцом и братом и почему его верная жена никогда не думала о чём-то другом, кроме как о том, что „другая женщина“ была причиной его необычного поведения. Прояснение этих вопросов придало бы драме больше весомости». Подводя итог, Краузер пишет, что «в рамках несложного сюжета авторы картины выстроили чрезвычайно напряжённое и правдивое описание человеческих страданий и стыда, беспокойства и разочарования, а также жалости к запутанной любви».

## Оценка актёрской игры
По мнению Краузера, «хотя Дон Мюррей в роли наркомана наиболее впечатляющ в разнообразии, с которым он передаёт ошеломляющие перепады состояния, наиболее убедительную игру выдаёт Ева Мари Сэйнт. Созданный ей портрет беременной жены настолько нежный, пронзительный, смелый и привлекательный, что это невозможно передать словами». Как далее отмечает критик, «в роли брата Энтони Франчоза немного неестественен», что касается Ллойда Нолана, то он «надлежащим образом тяжёл и интеллектуально заторможён в роли пожилого человека». И, наконец, «Генри Сильва, Джеральд О’Лафлин и Уильям Хикки, каждый по-своему зловещ в ролях „торговцев“, которые запугивают и жестоко обращаются с жертвой».
Variety также выделяет Еву Мари Сэйнт, которая «в роли беременной жены наркомана справляется с эмоциональными пиками и более нежными моментами с чувственным пониманием». По мнению журнала, «Мюррей также добивается успеха в роли симпатичного наркомана, который отчаянию пытается скрыть свой секрет от своей жены и своего слепо любящего его отца». Далее отмечается, что «роль брата великолепно сыграл Энтони Франчоза. Не понимаемый и отвергаемый отцом, Франчоза обеспечивает поддержку брата и выступает его доверенным лицом». Нолан «создаёт первоклассный образ овдовевшего отца», а Сильва убедительно играет «елейного и презренного торговца наркотиками».
Журнал TV Guide отмечает Сэйнт в роли «любящей беременной жены, которая поначалу ничего не знает о зависимости своего мужа», Франчозу который «выступает главным двигателем сюжета», а также Нолана в роли отца, «который после того, как поместил своих сыновей в приют, возвращается, чтобы получить от них помощь, но так до конца и не понимает сложность ситуации».

## Награды и ремейки
Единственная номинация фильма на «Оскар» заслуженно досталась Энтони Франчозе как исполнителю главной роли, он также был номинирован на «Тони» за исполнение роли Поло в бродвейской постановке.
6 марта 1968 года телеканал ABC показал телефильм по пьесе Гоццо, в котором главные роли сыграли Питер Фальк и Майкл Паркс, а режиссёром был Джон Мокси.